# Senobasis fenestrata
Senobasis fenestrata är en tvåvingeart som beskrevs av Macquart 1838. Senobasis fenestrata ingår i släktet Senobasis och familjen rovflugor. Inga underarter finns listade i Catalogue of Life.